# Fagerstrand
Fagerstrand est une localité de la municipalité de Nesodden, dans le comté d'Akershus, en Norvège.

## Description
La ville est située sur le côté est de l'Oslofjord près de la frontière avec Frogn. La localité de Fjellstrand est située à environ huit kilomètres au nord de Fagerstrand, et à environ 17 kilomètres au nord du centre administratif de Nesoddtangen.
Fagerstrand est devenu une zone de stokage de carburant à partir de 1922. Le stockage d'huile à Fagerstrand et l'usine d'huile de graissage associée de la société Equinor sont toujours en activité.